# Pelargonium paniculatum
Pelargonium paniculatum är en näveväxtart som beskrevs av Jens Wilken Hornemann. Pelargonium paniculatum ingår i släktet pelargoner, och familjen näveväxter. Inga underarter finns listade i Catalogue of Life.